# Paradise (Kansas)
Pour les articles homonymes, voir Paradise.
Paradise est une ville américaine située dans le comté de Russell, au Kansas. Selon le recensement de 2020, sa population est de 35 habitants.